# Carlos Alberto Parreira
Carlos Alberto Gomes Parreira (Río de Janeiro, 27 de febrero de 1943) es un exentrenador de fútbol brasileño. Desarrolló su carrera deportiva de manera íntegra como director técnico, aunque en el Mundial de México de 1970 fungió como ayudante de campo de Mario Lobo Zagallo con la Selección de fútbol de Brasil, ganando el campeonato. En el Mundial de Estados Unidos 1994 se convirtió en el primer director técnico en consagrarse campeón mundial sin haber tenido previamente una carrera como futbolista, obteniendo el cuarto título mundial de la selección brasileña. 
Su debut como entrenador se dio en 1967 de la Selección de fútbol de Ghana. Posteriormente, tuvo sus primeras experiencias como técnico de clubes al dirigir el primer equipo del Fluminense Football Club, tras el cual continuó trabajando a nivel de selecciones. De esta forma, Parreira es el primer entrenador en haber dirigido seis selecciones (Ghana, Kuwait, Emiratos Árabes Unidos, Brasil, Arabia Saudita y Sudáfrica), participando con todas excepto Ghana en ediciones de la Copa del Mundo. Bora Milutinović también participó en cinco ediciones de la Copa del Mundo con cinco selecciones diferentes. Parreira participó seis veces pero con cinco selecciones diferentes igualmente.
Parreira es el segundo seleccionador en ganar el máximo campeonato continental de selecciones en dos confederaciones diferentes (Copa Asiática y Copa América), tras Roger Lemerre (Copa África y Eurocopa). También es el único seleccionador en ganar dos veces la Copa Asiática y, junto a Hervé Renard (CAF) y Bora Milutinović (Concacaf), son los únicos tres seleccionadores en ganar el campeonato continental con dos selecciones diferentes.

## Carrera como entrenador
Debutó como entrenador en 1967, dirigiendo a la selección de fútbol de Ghana. En los años posteriores, trabajó como preparador físico y como asistente, llegó a ser preparador físico de Mário Zagallo en el Mundial 1970, hasta regresar a los banquillos en 1974. En 1984 ganó la Liga brasileña con el Fluminense.
Dirigió a la Selección de Brasil en tres etapas diferentes: primero, entre 1983 y 1984; posteriormente, logrando la victoria de la Copa Mundial de Fútbol de 1994; y finalmente, estuvo nuevamente a cargo del combinado nacional de su país de 2003 a 2006. Dirigió a la canarinha en la Copa América 2004 y la Copa Confederaciones 2005, proclamándose campeona de ambas competiciones, pero fue eliminada ante Francia en la ronda de cuartos de final del Mundial de Alemania 2006. Este último resultado adverso hizo que abandonara su cargo ante las críticas de la prensa brasileña, que lo señalaban como el culpable de que Brasil no desplegara su jogo bonito.
Parreira es conocido por haber sido uno de los dos técnicos que ha dirigido a cinco seleccionados nacionales en la Copa del Mundo: Kuwait en 1982, Emiratos Árabes Unidos en 1990, Brasil en 1994, Arabia Saudí en 1998 y Sudáfrica en 2010. El otro técnico que ha logrado esta marca es el serbio Bora Milutinović, quien completó su quinto mundial cuando dirigió a la República Popular de China, en 2002.
Después del Mundial de Estados Unidos, en 1994, fichó por el Valencia CF de la mano de Paco Roig. Fue cesado a finales de temporada tras no lograr las expectativas deseadas (el equipo che era el 11º clasificado).
En 1997, Parreira dirigió a los MetroStars de la Major League Soccer. También entrenó a dos famosos clubes en Brasil: Fluminense y Corinthians, a los cuales les dio dos de los trofeos nacionales más importantes de 2003: La Copa de Brasil y el Campeonato Paulista.
Dirigió la selección de fútbol de Sudáfrica durante el Mundial 2010, campeonato en donde fueron anfitriones, aunque no pudo pasar de la primera fase.

## Clubes
| Club                                      | País                   | Año       |
| ----------------------------------------- | ---------------------- | --------- |
| Selección de Ghana                        | Ghana                  | 1967      |
| Fluminense                                | Brasil                 | 1975-1977 |
| Selección de Kuwait                       | Kuwait                 | 1978-1982 |
| Selección de Brasil                       | Brasil                 | 1983-1984 |
| Fluminense                                | Brasil                 | 1984-1985 |
| Selección de los Emiratos Árabes Unidos   | Emiratos Árabes Unidos | 1985-1988 |
| Selección de Arabia Saudí                 | Arabia Saudita         | 1988-1990 |
| Selección de los Emiratos Árabes Unidos   | Emiratos Árabes Unidos | 1990-1991 |
| Bragantino                                | Brasil                 | 1991      |
| Selección de Brasil                       | Brasil                 | 1992-1994 |
| Valencia                                  | España                 | 1994-1995 |
| Fenerbahçe                                | Turquía                | 1995-1996 |
| Sao Paulo                                 | Brasil                 | 1996      |
| New York Red Bulls                        | Estados Unidos         | 1997      |
| Selección de Arabia Saudí                 | Arabia Saudita         | 1998      |
| Fluminense                                | Brasil                 | 1998-1999 |
| Atlético Mineiro                          | Brasil                 | 1999      |
| Santos                                    | Brasil                 | 2000      |
| Internacional                             | Brasil                 | 2001      |
| Corinthians                               | Brasil                 | 2002      |
| Selección de Brasil                       | Brasil                 | 2003-2006 |
| Selección de Sudáfrica                    | Sudáfrica              | 2007-2008 |
| Fluminense                                | Brasil                 | 2008-2009 |
| Selección de Sudáfrica                    | Sudáfrica              | 2009-2010 |
| Selección de Brasil (coordinador técnico) | Brasil                 | 2012-2014 |

### Participaciones en Copas del Mundo
| Mundial              | Equipo               | País                              | Pts  | PJ | PG | PE | PP | GF | GC | Dif | Resultado        |
| -------------------- | -------------------- | --------------------------------- | ---- | -- | -- | -- | -- | -- | -- | --- | ---------------- |
| 1982                 | Kuwait               | Bandera de Kuwait                 | 1    | 3  | 0  | 1  | 2  | 2  | 6  | −4  | Fase de grupos   |
| 1990                 | Emiratos Árabes      | Bandera de Emiratos Árabes Unidos | 0    | 3  | 0  | 0  | 3  | 2  | 11 | −9  | Fase de grupos   |
| 1994                 | Brasil               | Bandera de Brasil                 | 17   | 7  | 5  | 2  | 0  | 11 | 3  | +8  | Campeón          |
| 1998                 | Arabia Saudita       | Bandera de Arabia Saudita         | 0    | 2  | 0  | 0  | 2  | 0  | 5  | −5  | Fase de grupos   |
| 2006                 | Brasil               | Bandera de Brasil                 | 12   | 5  | 4  | 0  | 1  | 10 | 2  | +8  | Cuartos de final |
| 2010                 | Sudáfrica            | Bandera de Sudáfrica              | 4    | 3  | 1  | 1  | 1  | 3  | 5  | −2  | Fase de grupos   |
| Total en sus equipos | Total en sus equipos | Total en sus equipos              | ! 34 | 23 | 10 | 5  | 9  | 28 | 32 | −4  |                  |

### Participaciones en Copa Confederaciones
| Copa                      | Sede     | Resultado      |
| ------------------------- | -------- | -------------- |
| Copa Confederaciones 2003 | Francia  | Fase de grupos |
| Copa Confederaciones 2005 | Alemania | Campeón        |

### Participaciones en Copa América
| Copa              | Sede          | Resultado        |
| ----------------- | ------------- | ---------------- |
| Copa América 1983 | Sin sede fija | Subcampeón       |
| Copa América 1993 | Ecuador       | Cuartos de final |
| Copa América 2004 | Perú          | Campeón          |

### Participaciones en Copa Asiática
| Copa               | Sede   | Resultado |
| ------------------ | ------ | --------- |
| Copa Asiática 1980 | Kuwait | Campeón   |
| Copa Asiática 1988 | Catar  | Campeón   |

## Títulos como entrenador

### Torneos regionales
| Título               | Club        | País   | Año  |
| -------------------- | ----------- | ------ | ---- |
| Torneo Río-São Paulo | Corinthians | Brasil | 2002 |

### Torneos nacionales
| Título           | Club        | País    | Año  |
| ---------------- | ----------- | ------- | ---- |
| Serie A          | Fluminense  | Brasil  | 1984 |
| Super liga Turca | Fenerbahçe  | Turquía | 1996 |
| Serie C          | Fluminense  | Brasil  | 1999 |
| Copa de Brasil   | Corinthians | Brasil  | 2002 |

### Torneos internacionales
| Título                     | Club (*)                    | Sede                   | Año  |
| -------------------------- | --------------------------- | ---------------------- | ---- |
| Copa Asiática              | Selección de Kuwait         | Kuwait                 | 1980 |
| Copa de Naciones del Golfo | Selección de Kuwait         | Emiratos Árabes Unidos | 1982 |
| Copa Asiática              | Selección de Arabia Saudita | Catar                  | 1988 |
| Copa Mundial de Fútbol     | Selección de Brasil         | Estados Unidos         | 1994 |
| Copa América               | Selección de Brasil         | Perú                   | 2004 |
| Copa Confederaciones       | Selección de Brasil         | Alemania               | 2005 |
| Copa COSAFA                | Selección de Sudáfrica      | África                 | 2007 |

### Distinciones individuales
| Distinción                                       | Año  |
| ------------------------------------------------ | ---- |
| Premio World Soccer – Mejor entrenador del mundo | 1994 |
| Premio IFFHS – Mejor entrenador del mundo        | 2005 |